# 田恒
田 恒（でん こう、生没年不詳、紀元前5世紀頃）は、春秋時代の斉国の大夫で、田氏の宗主。斉国の政権を掌握し、後の「田斉」の端緒を開いた。姓は嬀、氏は田あるいは陳、諱は恒あるいは常、諡は成。田成子・陳成子とも呼称される。

## 生涯
田乞（田釐子）の子として生まれた。紀元前485年、田乞が死去すると、田恒が後を嗣いで田氏の宗主となった。斉の悼公が殺害され、簡公が立てられると、田恒は闞止とともに左右の相となった。田恒は闞止を憎んでいたが、闞止は簡公に気に入られていたため、その権力を奪うことはできなかった。そこで田恒は田乞の時代の政治を復活させることにし、穀物を支給するときには大きな斗を用い、収納するときには小さな斗を用いることとした。斉の人々は「老女が黍を採れるのは、田子のお陰だ」と歌った。斉の大夫たちが参朝したとき、御者の鞅が田氏と闞氏は並びたたないので、どちらかを選ぶよう簡公を諫めたが、簡公は聞き入れなかった。ときに田氏の遠い親戚である田豹は闞止に仕えて気に入られていた。そこで闞止は田氏の宗家を滅ぼして、田豹を代わりに田氏の宗家に立てようと計画した。田豹はこのことを田氏に伝え、機先を制するよう勧めた。紀元前481年5月、田恒は兄弟たちとともに起兵して闞止を攻め殺し、簡公を舒で捕らえた。6月、田恒は舒で簡公を殺害させた。田恒は簡公の弟の姜驁（平公）を立てて斉公として即位させた。田恒は斉の相となった。
田恒は簡公を殺害したことから、諸侯が自分を処断する名目で侵攻してくることを恐れた。紀元前480年冬、田恒は斉と魯を講和させ、成の地を魯に返還した。そのほか衛にもかつて侵攻した地を返還した。田恒は晋の韓氏・魏氏・趙氏と結び、南方の呉や越との通交を開いて斉の対外関係を安定させた。国内では広く論功行賞をおこなって人心の収攬につとめた。田恒は刑罰を下す権限を独占して、斉の公族一門や鮑氏・晏氏や闞止の一族を粛清し、独裁権を確立した。田恒は安平より東は瑯琊にいたるまでを自らの封邑とし、平公の食邑より広大な領地を経営した。田恒は斉国中の女子で身長7尺以上ある者を自らの後宮に入れ、その宮女は百を数えた。しかし賓客や舎人たちが後宮に出入りすることを禁止しなかった。
田恒が死去すると、70人あまりの男子があった。子の田盤（田襄子）が後を嗣いだ。